# Gustav Richter (Physiker)
Gustav Richter (* 10. März 1911 in Yokohama, Japan; † 9. Dezember 1999 in Berlin) war ein deutscher Physiker.

## Leben und Forschung
Gustav Richter zog 1926 von Japan nach Deutschland und machte 1931 sein Abitur in Hirschberg. Sein Physik-Studium schloss er 1936 mit dem Diplom ab. Darauf wurde er im gleichen Jahr an der Technischen Hochschule Berlin-Charlottenburg in Physik  promoviert. Richter wurde Forschungsassistent bei Richard Becker an der Universität Göttingen. Kurz vor dem Krieg wechselte er zum Forschungslaboratorium II der Berliner Siemenswerke unter Leitung von Gustav Hertz.
Nach dem Krieg schloss er sich Ende 1945 der „Gruppe Hertz“ an, um bei der Entwicklung der sowjetischen Atombombe mitzuwirken. Nach Zwischenstation in Moskau wurde die Gruppe nach Suchumi (Abchasien) verlegt (siehe Werner Hartmann: 1945–1955: Das UdSSR-Jahrzehnt). Anfang 1946 wechselte er zur „Gruppe Volmer“ nach Moskau und entwickelte zusammen mit Victor Bayerl eine Anlage zur Gewinnung von Schwerem Wasser durch fraktionierte Destillation von Ammoniak. Die Anlage wurde in Norilsk errichtet.
1955 kehrte Richter zurück nach Deutschland an das Kernphysikalische Institut der Akademie der Wissenschaften der DDR in Miersdorf bei Berlin, an dem er ein Jahr später Direktor wurde. Außerdem wurde er Professor am Lehrstuhl für Theoretische Kernphysik der Karl-Marx-Universität Leipzig, deren Direktor Gustav Hertz war. 1962 wurde er Direktor des neu gegründeten Instituts für spezielle Probleme der Theoretischen Physik der Akademie der Wissenschaften der DDR, das während der Akademiereform 1969 dem Zentralinstitut für Optik und Spektroskopie eingegliedert wurde.
Richter wurde 1976 pensioniert und starb 1999 in Berlin.
1958 bis 1985 war er Mitherausgeber der Fachzeitschrift Annalen der Physik.

## Auszeichnung
1966 erhielt Richter den Nationalpreis der DDR für Wissenschaft und Technik, wegen seiner Verdienste um die Entwicklung der Quantenelektronik.

## Schriften
- Gustav Richter: Über die magnetische Nachwirkung am Carbonyleisen. In: Annalen der Physik. Folge 5, Band 29, Heft 7 (= Dissertation TH Berlin 1936) J. A. Barth, Leipzig 1937, S. 605–635.
- Gustav Richter: Physik und Industrie: aus dem Leben und Wirken des Nobelpreisträgers Prof. Dr. Gustav Hertz. Leipzig, Karl-Marx-Universität, 1979. (Vortrag)
- Gustav Richter: Gustav Hertz. In: Berlinische Lebensbilder. Band 1: Naturwissenschaftler, 1987, ISBN 3-7678-0697-5, S. 344–358.